# Rádio Globo São Paulo
Rádio Globo São Paulo foi uma emissora de rádio brasileira sediada na cidade de São Paulo, capital do estado homônimo. Era uma emissora própria da Rádio Globo.

## História
Foi fundada em 1.º de maio de 1952 como Rádio Nacional, pelo empresário Victor Costa, proprietário das Organizações Victor Costa, e operava nas frequências de AM 1100 kHz e das ondas curtas de 6125, 9585 e 15265 kHz. Sua programação, a exemplo do que fazia a emissora homônima do Rio de Janeiro era composta por programas de auditório, radionovelas e programas humorísticos. Foi a primeira rádio que teve uma vinheta cantada, na voz de Hebe Camargo, e foi também a primeira grande emissora onde trabalhou Silvio Santos, que antes havia sido locutor de comerciais nas Rádios Guanabara, Mauá e Tupi do Rio de Janeiro.
Em maio de 1965, a OVC foi vendida a Roberto Marinho, e todos os seus veículos passaram a fazer parte das Organizações Globo. A emissora assume em 1967 a liderança do rádio AM em São Paulo, apostando numa programação popular e jornalística, repetindo a fórmula da Rádio Globo Rio de Janeiro, mas sofria com a forte concorrência da Rádio Record, liderando de forma apertada ou tecnicamente empatada.
Por exigência do Governo Federal, que registrou para si o nome "Rádio Nacional", a emissora alterna as marcas Nacional e Globo entre 1977 e 1979, quando adotou definitivamente o nome Rádio Globo São Paulo.
Em 2008, a emissora encerra suas transmissões pelas ondas curtas e arrenda suas frequências de 6125 kHz e 9585 kHz e seus respectivos transmissores para o pastor David Miranda, líder da Igreja Pentecostal Deus é Amor.
Em 1.º de dezembro de 2015, a Rádio Globo demite o narrador esportivo Doni Vieira, o repórter Rafael Esgrilis e outros profissionais. Além disso, anuncia que em 2016, transmitirá o Futebol em SP em cadeia com a CBN São Paulo, no mesmo formato da Fórmula 1. Em janeiro de 2017, com a integração de mídias do Grupo Globo, a emissora passa a contar com nomes da Rede Globo e do SporTV nas transmissões esportivas, que passam a usar o nome Futebol Globo no Rádio. Em 2020, essa parceria com as emissoras de TV é encerrada, e a equipe esportiva passou a se chamar somente de Futebol Globo/CBN.
Em 31 de março de 2017, o Sistema Globo de Rádio anunciou uma reformulação da programação da Rádio Globo, que passaria a adotar uma programação de entretenimento e informalidade em substituição ao estilo popular que a emissora possuía desde a década de 1960. Após uma pré-estreia em 5 de junho na internet e aplicativos móveis, a nova programação estreou no dial em 12 de junho. A grade local da Rádio Globo São Paulo passou a contar com o Café das Seis, apresentado por Mariana Godoy e Mentor Neto, substituindo o Manhã da Globo. O Globo Esportivo foi movido para o horário noturno, continuando sob a apresentação do narrador Oscar Ulisses, e no antigo horário do programa estreou o Zona Mista, apresentado por Paulo Bonfá e Rudy Landucci.
Além das reformulações na programação, foi anunciada também a estreia da emissora no dial FM, juntamente com a nova programação (fato que acabou não ocorrendo). A frequência, divulgada oficialmente alguns dias antes da estreia da nova grade e confirmando as especulações da mídia, foi a 94,1 MHz, pertencente à Rede Mundial de Comunicações, que havia sido usada anteriormente pela Bradesco Esportes FM. Questões técnicas impossibilitaram a estreia da nova emissora em 12 de junho, como ajustes para melhorar a cobertura, porém a emissora passou a retransmitir a sua programação no FM apenas em 23 de junho, às 12h42.
Em 2018, a Rádio Globo São Paulo deixou sua sede na Santa Cecília, e passou a operar a partir de novos estúdios no 24.º andar do edifício Tower Bridge Corporate, dentro do Centro Empresarial Nações Unidas, no Brooklin Novo, juntamente com a CBN São Paulo.
Em 29 de maio de 2019, insatisfeito com os resultados obtidos desde a reformulação da programação em 2017, o Sistema Globo de Rádio anunciou o fim do projeto Nova Rádio Globo e sua substituição por uma nova programação de caráter popular. Com o projeto encerrado ao final do dia 30 de junho, a grade passou a ser somente musical. As únicas atrações que permaneceram no ar foram o Globo Esportivo e as jornadas esportivas do Futebol Globo no Rádio. Em 15 de julho, com o lançamento do novo formato da rede, a Rádio Globo São Paulo estreou os programas Acorda SP e Top 10 às 10, apresentados por Robert Andare, que também passou a ser responsável pelo bloco local do No Ar.
Em 10 de fevereiro de 2020, a emissora desligou sua frequência em AM 1100 kHz após quase 68 anos no ar, devolvendo a concessão para a União e passando a transmitir apenas em FM. Em 12 de maio do mesmo ano, o Sistema Globo de Rádio, através de um comunicado oficial, anunciou o encerramento das operações da Rádio Globo em São Paulo no dia 31 do mesmo mês, encerrando assim o processo de desmobilização da rede e a não renovação do arrendamento do dial FM 94,1. Com isso, o SGR passou a manter apenas a CBN na capital paulista.
O último programa veiculado pela Rádio Globo São Paulo foi o Get' Up Globo, comandado por Lalá Moreira, em rede com a Rádio Globo Rio de Janeiro. A última música executada foi Blueberry Faygo, de Lil Mosey, que foi interrompida às 23h59, assim encerrando em definitivo as atividades da emissora após 68 anos. Em seu lugar, entrou uma playlist de músicas populares intercaladas com vinhetas genéricas citando os 94,1 como Rádio Amiga. Em 24 de junho, a Igreja Internacional da Graça de Deus assume a frequência inicialmente com a retransmissão da Rádio Relógio do Rio de Janeiro em conjunto com a filial da Nossa Rádio na capital paulista; esta última passa a operar sozinha em 15 de agosto.